# Lesotho Correctional Services FC
Der Lesotho Correctional Services FC ist ein Fußballverein aus Maseru, Lesotho.
Der Verein wurde als Lesotho Prisons Service FC gegründet und spielte lange unterklassig. Erst in den 1990er Jahren stieg er in die Lesotho Premier League auf. Seitdem gewann er sechs Meisterschaften (2000, 2002, 2007, 2008, 2011 und 2012) und 2005 den nationalen Pokal. Durch die Erfolge qualifizierte er sich mehrmals für die afrikanischen Wettbewerbe. Betreiber des Vereins ist die Gefängnisverwaltung des Landes.

## Erfolge
- Lesothischer Meister: 2000, 2002, 2007, 2008, 2011, 2012

- Lesothischer Fußballpokal: 2005

## Statistik in den CAF-Wettbewerben
| Wettbewerb                | Runde    | Gegner                      | Hinspiel | Rückspiel |  |
| ------------------------- | -------- | --------------------------- | -------- | --------- |  |
|                           |          |                             |          |           |  |
| CAF Champions League 2008 | Vorrunde | Platinum Stars              | 0:4 (A)  | 1:0 (H)   |  |
| CAF Champions League 2012 | Vorrunde | Uganda Revenue Authority SC | 0:3 (A)  | 0:0 (H)   |  |
| CAF Champions League 2013 | Vorrunde | Dynamos FC                  | 0:3 (A)  | 1:0 (H)   |  |